# Anna Mezrina

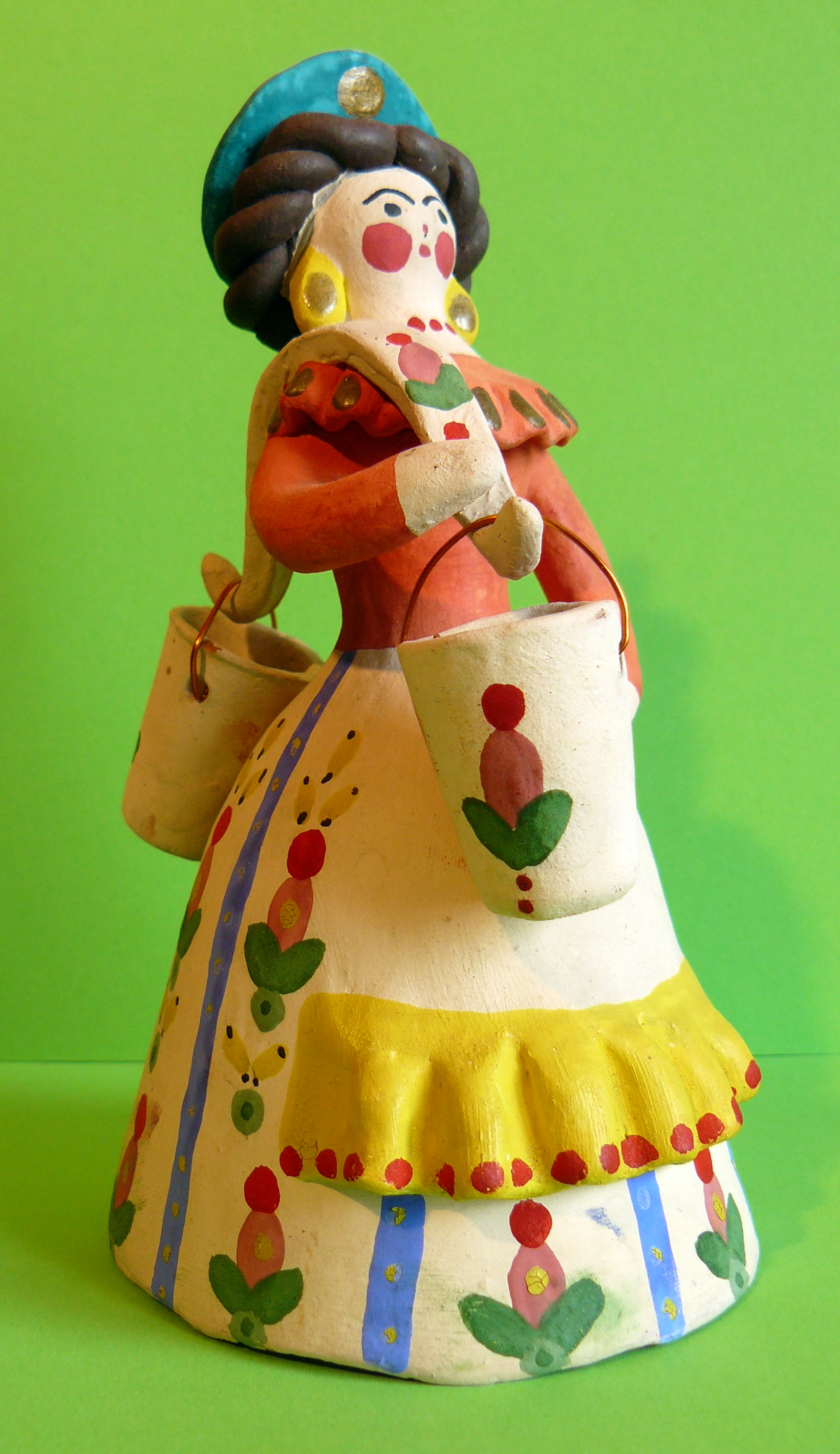
Jouet de Dymko: La porteuse d'eau (Vodonoska).

Anna Mezrina (1853 - 21 août 1938) est une sculptrice russe sur argile de jouets de Dymkovo.

## Vie personnelle
Mezrina naît en 1853 dans la sloboda de Dymkovo, dans la région du Kirov. Analphabète, elle ne possède pas sa propre maison et vend ses œuvres sur les foires.
Elle meurt le 21 août 1938.

## Jouets de Dymkovo
Jusqu'en 1917, le savoir de la fabrication des jouets de Dymkovo ne se transmet que de mère en fille. En 1917, Anna Mezrina est la seule sculpteuse encore en activité à Dymkovo. Les jouets construits par Mezrina incluent des figures individuelles (Lady With a Muff et Bear-Musician sont exposés au Musée d'art folklorique de Moscou) et des compositions de groupe (The Bath et The Send-off sont exposés au Musée des jouets de Zagorsk).
Sur une foire, un jeune peintre local, Alexeï Denchine, remarque les figurines de Mezrina. Il publie un catalogue manuscrit des travaux de Mezrina et le diffuse à Moscou, faisant la publicité des jouets de Dymkovo et achetant lui-même les sculptures de Mezrina pour lui permettre de continuer son activité.
Au cours des années 1930, la ville voisine de Viatka se dote d'une école formant les jeunes à la fabrication des jouets. Mezrina enseigne elle-même la fabrication des jouets à E. A. Koshkina, O. I. Konovalova, Z. F. Bezdenezhnykh, et E. I. Penkina.

## Postérité
La patera de Mezrina, sur Vénus, porte son nom.